# Aeonium glandulosum
Aeonium glandulosum is een overblijvende plant uit de vetplantenfamilie (Crassulaceae). De plant is endemisch op het eiland Madeira.

## Naamgeving enetymologie
De botanische naam Aeonium is afgeleid uit het Oudgriekse αἰώνιος, aiōnios (eeuwig), naar de overblijvende bladeren. De soortaanduiding glandulosum is afgeleid van het Latijnse 'glans' (klier), naar de beklierde kelkblaadjes.

## Kenmerken

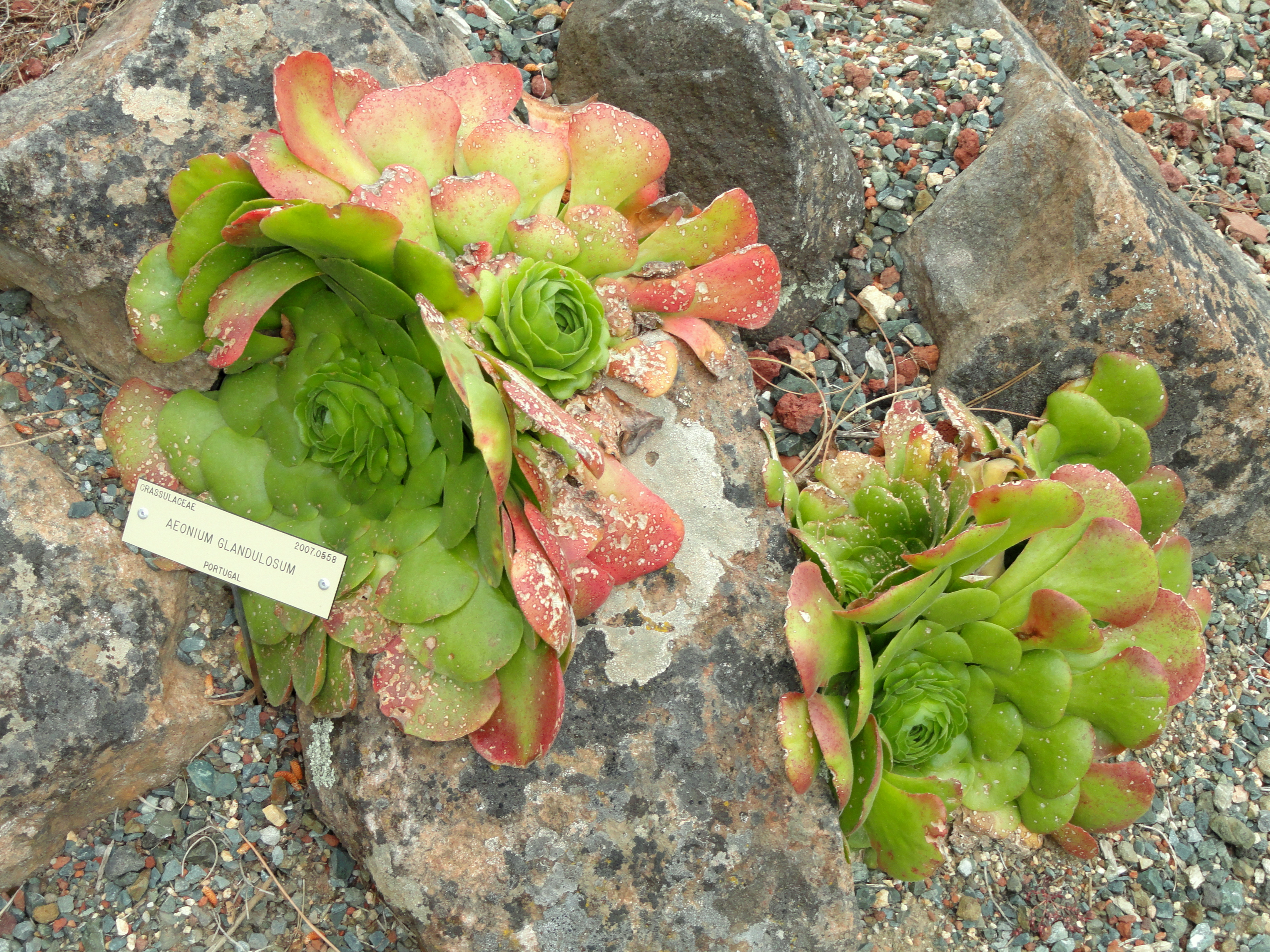
detail bladrozet

Aeonium glandulosum is een twee- of meerjarige, kruidachtige plant met een korte, gladde stengel en een schotelvormig, tot 40 cm breed bladrozet. De bladeren zijn tot 11 cm lang, licht behaard, omgekeerd eirond tot spatelvormig, met een wigvormige basis en een brede top voorzien van een klein spitsje. De bladrand is gewimperd.
De bloeiwijze is een tot 25 cm hoge en 40 cm brede, rechtopstaande bloemtros op een tot 10 cm lange, groene bloemstengel. De bloemen zijn acht- tot dertienvoudig en dragen met klierharen bezette kelkblaadjes en lancetvormige, tot 11 mm lange, bleekgele kroonblaadjes. De meeldraden zijn kaal.
De plant bloeit in het voorjaar.

## Habitaten verspreiding
Aeonium glandulosum groeit op zonnige, droge plaatsen op verweerde vulkanische bodem tot op een hoogte van 1500 m.
De plant is endemisch op het Portugese eiland Madeira, waar hij vooral op het noordelijke deel te vinden is, onder andere in het natuurreservaat Rocha do Navio.
... · 
A. arboreum · 
A. canariense · 
A. davidbramwellii · 
A. glandulosum · 
A. glutinosum · 
A. goochiae · 
A. hierrense · 
A. nobile · 
A. sedifolium · 
A. spathulatum · 
...